# معرض الفرس للجديدة
معرض الفرس للجديدة (بالأمازيغية: ⵓⴼⵙⴰⵔ ⵏ ⵡⴰⵢⵢⵉⵙ ⴳ ⵊⴷⵉⴷⴰ) هو حدث فني وثقافي للتعريف بالتراث المغربي في مجال الفروسية كما يشكل مناسبة لتشجيع سلسلة تربية الخيول في المغرب. ينظم الحدث في مدينة الجديدة المغربية في شهر أكتوبر من كل سنة، وينظم من طرف جمعية معرض الفرس. كما يعود تاريخ النسخة الأولى من المعرض لسنة 2008 والتي تأسست بمبادرة من ملك المغرب.
يعتبر المعرض من بين أهم المهرجانات الثقافية المرتبطة بالفرس التي تقام في قارة أفريقيا والشرق الأوسط ويشهد المعرض إقامة مجموعة من المسابقات الوطنية والدولية وبرامج تشمل أنشطة ترفيهية وثقافية وفنية، بالإضافة لندوات علمية تخصص للفرس كما يعتبر فضاءً لإظهار الحرف المغربية التقليدية كالحياكة والنسيج والنقش. وهو يهدف بالأساس إلى التعريف بتاريخ الفرس واستخداماته المتنوعة العسكرية منها والترفيهية.

## تاريخ
شكلت الفرس جزءًا لا يتجزأ من حاجيات الإنسان الأساسية نظرا لقوة تحملها وصلابتها وسرعتها فاستعملها الإنسان في التنقل والزراعة كما اعتمد عليها في الحروب والغزوات، ما أدى لازدياد الاهتمام بتدجينها والتعرف على سلالاتها المختلفة واستعمال الأجود منها في المعارك، فأصبحت بذلك عاملا رئيسا في الانتصار والهزيمة، وبعد التقدم الحضاري أصبحت تقام على شرفها مهرجانات ومعارض. وأصبح ينظر للفارس وحصانه كرمز من رموز القوة والشجاعة، بسبب الإنجازات التي يحققها في أرض المعركة وهذا ما عرف في الحضارة اليونانية القديمة.
والحضارة العربية في الشرق الأوسط وشمال أفريقيا هي الأخرى اعتمدت اعتمادا كبيرا على الفرس شأنها شأن باقي الحضارات حيث كان يتم تعليم الطفل فن الفروسية منذ صغره. وشكلت منطقة شمال أفريقيا بالخصوص مركزا تاريخيا وثقافيا يعكس العلاقة المتينة التي كانت ولازالت تربط سكان القبائل الأمازيغية بالفرس حيث تشهد الزخارف الحجرية التي عثر عليها في بعض المغارات والجدران على هذه العلاقة. كما يعد الحصان الأمازيغي الأصيل أو الحصان البربري أقدم سلالات الخيول عبر العالم والتي عمل سكان شمال أفريقيا منذ آلاف السنين على تربيتها وتحسينها ليتم استخدامها في الصيد والترحال والحروب والغزوات. وقد أحدثت على شرفها أقدم الرياضات الحربية المستمرة إلى اليوم والتي تدعى بفن التبوريدة. وبإلقاء نظرة قريبة على القبائل الأمازيغية في المغرب، نجدها هي الأخرى حافظت على هذه العلاقة التي تربط هذه القبائل بالفرس، حيث لازال سكان مناطق جبال الأطلس يعتمدون عليها في الأشغال المرتبطة بالفلاحة والزراعة كما يقومون بإحياء مراسيم الاحتفال بهذه العلاقة التاريخية طوال السنة عبر العديد من الأنشطة المتعلقة بفن الفروسية في مجموعة من مناطق المغرب.
وقد جاء معرض الفرس من أجل تأكيد هذه الاحتفاليات وتوسيع مجال المشاركين من جميع مناطق المغرب، كما فتح الباب أمام مشاركة مجموعة من الدول في إطار التعريف بهذا الإرث الثقافي عالميا. ويعود سبب إقامة هذا المعرض في شهر أكتوبر بالذات تماشيا مع العرف المحلي الذي ينص على إقامة احتفاليات فن الفروسية بعد نهاية الموسم الفلاحي الذي يشكل للفلاح رمزا للبركة واليسر. كما وقع الاختيار على مدينة الجديدة المغربية لكونها تقع ضمن منطقة دكالة وهي منطقة تاريخية مشهورة بفن التبوريدة ويتوزع فيها عدد كبير من الفرس والفرسان. ذلك وتضم الأرياف المغرب 15,000 فارس يقومون بأنشطة الفروسية في مجموعات، كما تضم 160,000 رأس من الخيول بالإضافة لـ 60 مركز لتحسين نسلها.

## الفعاليات الثقافية
تتمثل مختلف الفعاليات الثقافية التي تتم في إطار معرض الفرس للجديدة اساسا في:

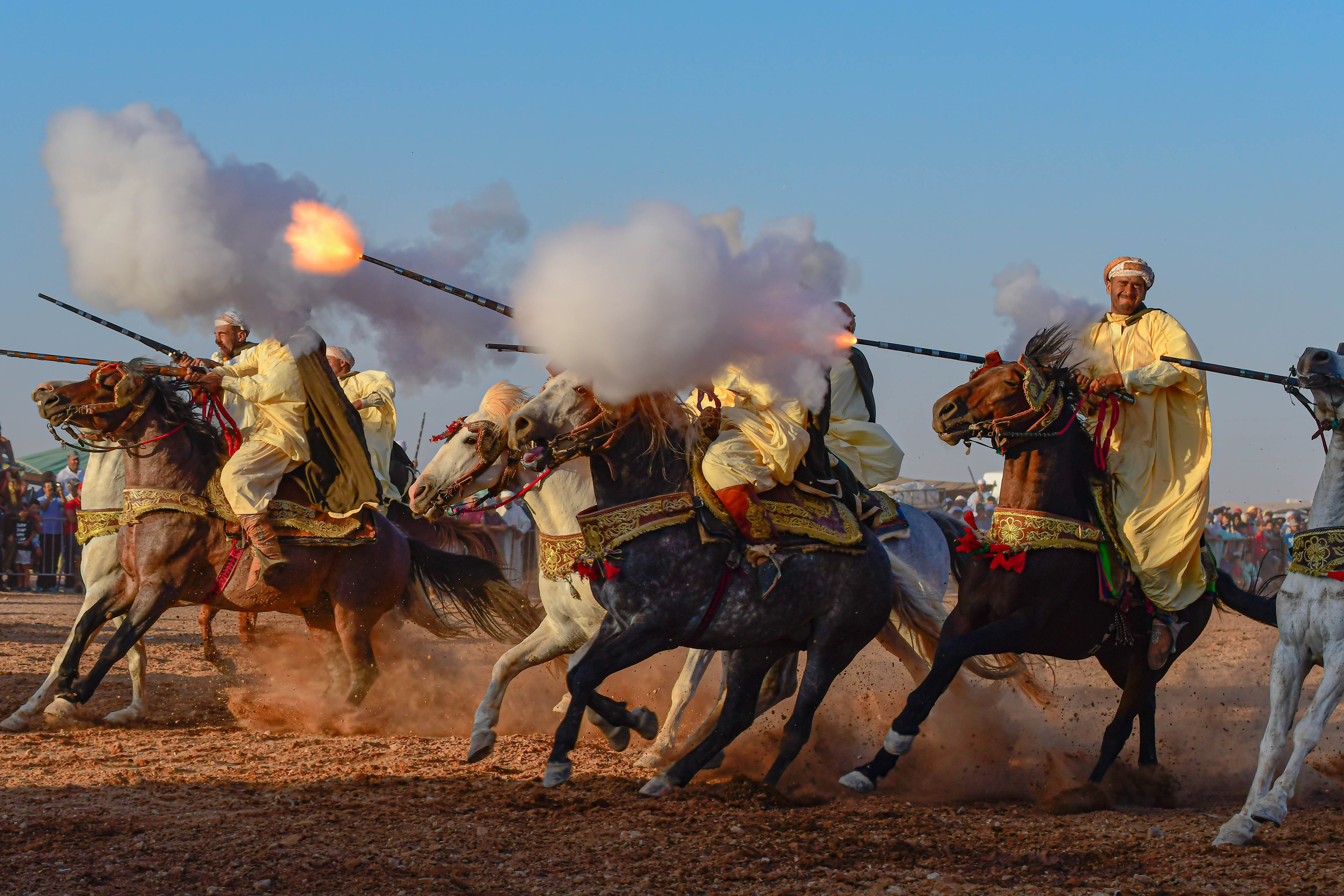
صورة لاحدى فعاليات فن التبوريدة بالمغرب

### المعارض
- فن التبوريدة (فن الفانتازيا المغربية التقليدية)؛
- معرض الصقارين على ظهور الخيل؛
- معارض لاعمال فنية وكتب ومخطوطات تتناول الفروسية؛
- معارض لسلالات الخيول المختلفة؛
- عروض وندوات حول الفروسية؛
- عرض المنتجات الخاصة بتغذية الخيول، وكل ما يتعلق بممارسة الفروسية بما في ذلك السروج والملابس الخاصة بالفرسان، والبنادق؛
- رواق خاص بالصناعة التقليدية المرتبطة بتربية الخيول؛
- فضاء تربوي وترفيهي مفتوح أمام الأطفال يتضمن مجموعة من الفقرات التي تسعى إلى تسهيل نقل ثقافة الفرس إلى الزوار من الناشئين؛
- أمسيات عروض الفروسية الفنية؛
- جولات سياحية للخيول؛
- محاضرات ثقافية وعلمية وندوات تتناول موضوع الشعار.

### المسابقات
- مسابقة كأس المربين المغاربة للخيول العربية؛
- المباراة الدولية لجمال الخيول العربية الأصيلة؛
- البطولة الدولية للخيول البربرية؛
- كأس أبطال الخيول العربية البربرية؛
- البطولة الوطنية لفنون الحدادة العصرية؛
- المباراة الدولية للقفز على الحواجز، من فئتي نجمة واحدة وثلاث نجمات؛
- إقامة مسابقة خاصة بالفرس من فئة “البوني”؛
- تنظيم الدورة الثانية لـسباق القدرة والتحمل للخيل "الأرز"؛
- مسابقة الفن الخاصة بالمواهب الشابة؛
- مسابقة سمو الشيخ منصور بن زايد الفوتوغرافية للجواد العربي.

## دورات المعرض

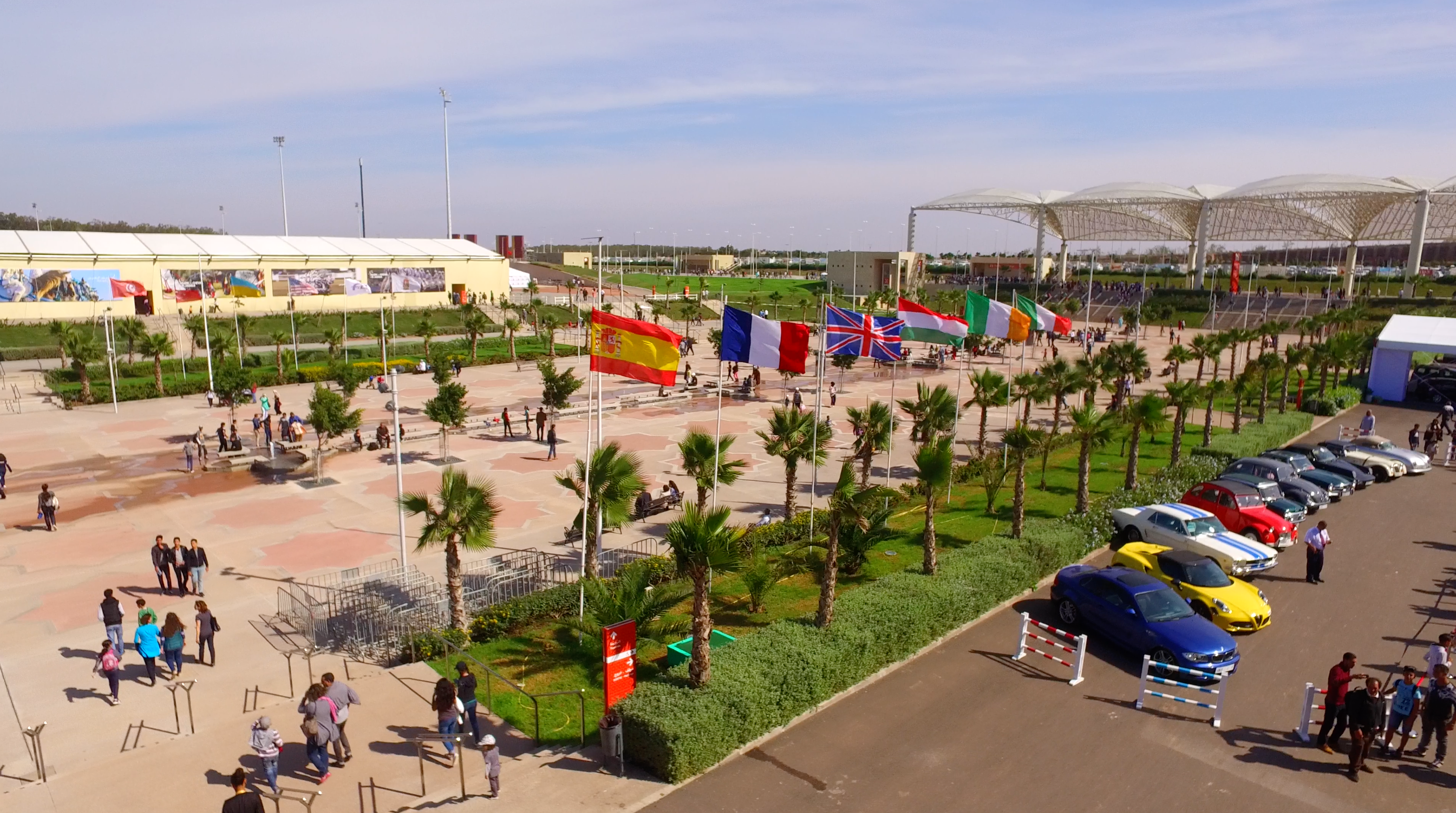
مركز المعارض محمد السادس بـالجديدة، المغرب

### الدورة الرابعة عشرة 2023
احتضنت مدينة الجديدة، في الفترة الممتدة ما بين 17 و22 أكتوبر، فعاليات الدورة الرابعة عشرة لمعرض الفرس للجديدة، تحت شعار:
وعرفت هذه الدورة، انعقاد سلسلة من اللقاءات المؤسساتية والمهنية على مستوى المسؤولين وممثلي مجموعة من الجمعيات المهنية، توجت بتوقيع عدد من اتفاقيات الشراكة والتعاون. وهو ما يندرج في إطار مهام المعرض كفضاء لتبادل التجارب والخبرات.
كما تميزت الدورة الرابعة عشرة بالمستوى العالي للمشاركة في مختلف المباريات، وفي فضاء العارضين. وهذا ما تبرزه الأرقام التالية:
- فاق عدد الزوار 200 ألف زائر من بينها أكثر من 20 ألف طفل.
- مشاركة أكثر من 40 دولة.
- حضور أزيد من 700 فارسة وفارس وأكثر من 1000 فرس.
- 650 من ممثلي وسائل الإعلام الوطنية والدولية واكبوا مختلف الفعاليات.

و عرفت الدورة، تنظيم كأس الأبطال للخيول البربرية، وكأس الأبطال للخيول العربية البربرية، والمباراة الدولية صنف “أ” للخيول العربية الأصيلة، وكأس المغرب لمربي الخيول العربية، كما عرفت تنظيم مجموعة من اللقاءات الدراسية والمحاضرات الثقافية بمشاركة نخبة من الباحثين والأكاديميين.

### الدورة الثالثة عشرة 2022
تجري فعاليات الدورة 13 لمعرض الفرس بالجديدة بين 18 و23 أكتوبر 2022 بمركز المعارض محمد السادس بالجديدة. وتقام تحت شعار:
وقد تميزت هذه الدورة باستئناف المعرض بعد انقطاع لدورتين بسبب القيود التي خلفها وباء كورونا. كما تتميز هذه الدورة باقامتها بعد اعلان اليونسكو فن التبوريدة تراثا ثقافي غير مادي سنة 2021.

### الدورة الثانية عشرة 2019
نُظمت هذه الدورة من 15 إلى 20 أكتوبر 2019.

### الدورة الحادية عشرة 2018
تم تنظيمها في الفترة الممتدة ما بين 16 و21 أكتوبر 2018.

### الدورة العاشرة 2017
افتتحت هذه الدورة من 17 إلى 22 أكتوبر من سنة 2017. وتميزت بتصادفها مع الذكرى العاشرة للمعرض حيث تمت تحت شعار”معرض الفرس: 10 سنوات من الولع والاعتزاز”
وتميزت هذه الدورة بمجموعة من الأنشطة حيث وبالإضافة للمسابقات والعروض المذكورة شمل المعرض:
- تسليط الضوء على أهم مميزات الدورات الماضية من المعرض، منذ انطلاقه سنة 2008
- تنظيم الدورة الثانية للجائزة الكبرى لصاحب الجلالة الملك محمد السادس للتبوريدة؛
- عرفت مشاركة عدد من الدول الإفريقية، التي قدمت عبر أروقتها عددا من أعمالها المرتبطة بالفرس وقطاع الفروسية.[22]

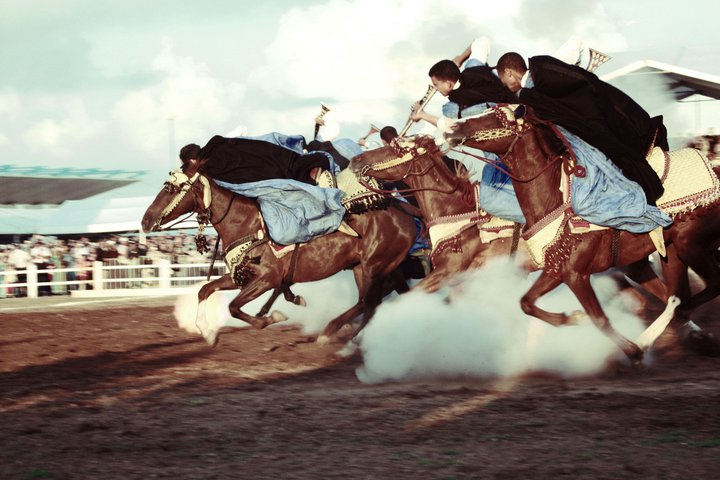
فن الفنتازيا بإحدى الفعاليات بمدينة الجديدة المغربية

### الدورة التاسعة 2016
تم افتتاح هذه الدورة من طرف الأمير الحسن تحت شعار “فنون الفروسية التقليدية” وذلك من 11 إلى 16 أكتوبر 2016. وتميزت هذه الدورة باختيار دولة الامارات ضيف شرف.

### الدورة الثامنة 2015
نضمت هذه الدورة من إلى 18 أكتوبر 2015، تحت شعار «الفرس: فنون وحرف». وقد تميزت هذه الدورة باختيار دولة البرتغال ضيف شرف، كما تميزت بإقامتها بمركز المعارض محمد السادس بالجديدة، والذي ترأس الأمير مولاي رشيد، حفل افتتاحه. ويضم هذا الفضاء الذي اقيم على مساحة 46 هكتارا:
- فضاءات للفروسية التقليدية «التبوريدة»، والتي تمتد على مساحة 7 هكتارات،
- رواق للمعارض والمؤتمرات يمتد على مساحة 1,9 هكتار تتوزع إلى فضاءين،
- موقف للسيارات يتسع لألفي سيارة.
- رواق متخصص في حرف الفرس تتخلله أنشطة فنية وثقافية وترفيهية.

كما تميزت هذه النسخة بتنظيم مجموعة من البطولات:
- البطولة الدولية للخيول البربرية،
- البطولة الوطنية للخيول العربية البربرية،
- المباراة الدولية لجمال الخيول العربية الأصيلة (صنف أ)
- المباراة الدولية قفز الحواجز، فئة نجمة واحدة وفئة ثلاث نجوم

وقد عرفت هذه الدورة:
- استقطاب حوالي 300 ألف زائر
- مشاركة أزيد من 120 عارض مهني يمثلون 38 بلدا.
- كما تم عرض حوالي 810 صنف من الخيول رفقة 450 فارسا.

### الدورة السابعة 2014
جرت احداث هذه الدورة من 21 إلى 26 أكتوبر 2014 وقد حققت نجاحا باهرا على جميع المستويات، خصوصا أنه قد تم تحطيم الرقم القياسي لعدد زوار المعرض الذين بلغ عددهم 260 ألف زائر خلال ستة أيام، كما عرف المعرض حضور عدد كبير من العارضين بلغ 120 عارضا و440 فارسا يمثلون أكثر من ثلاثين دولة وحضور 810 حصان.

### الدورة السادسة 2013
افتتح هذه الدورة ملك المغرب محمد السادس وذلك من 2 إلى 6 أكتوبر 2013 تحت شعار «الفرس في التراث الثقافي المغربي»، وتميزت هذه الدورة بمجموعة من الفعاليات تمثلت في إجراء العديد من البطولات العالمية، من بينها المباراة الدولية للقفز عبر الحواجز (ثلاث نجوم) كما استقبلت حلبة سباق الخيل الأميرة للا مليكة بالجديدة ستة عشر فرقة تمثل جميع جهات المملكة ادت عروضا في فنون الفروسية التقليدية (التبوريدة)، فضلا عن تنظيم سلسلة من الندوات الثقافية والعلمية ترتبط بشعار هذه الدورة.

### الدورة الخامسة 2012
نظمت النسخة الخامسة من المعرض من 17 إلى 21 أكتوبر 2012 تحت شعار «الفرس في الموروث الثقافي المغربي» حيث تميزت هذه النسخة بمشاركة اللجنة المغربية للتاريخ العسكري ومفتشية الخيالة للقوات المسلحة الملكية والتي ساهمت بتنظيم فعاليات داخل المعرض متعلقة اساسا بموضوع «الفرس وصناعة النحاس» وذلك لتسليط الضوء على هذه الصناعة التي ترتبط ارتباطا وثيقا بالفروسية.

### الدورة الرابعة 2011
افتتح هذه الدورة الامير مولاي رشيد وذلك عشية يوم الثلاثاء 19 أكتوبر 2011 والتي امتدت إلى 23 أكتوبر من نفس الشهر، التي احتضنتها حلبة الفروسية الأميرة للا مليكة، والتي نظمت تحت شعار «الفرس.. رافعة للتنمية الاقتصادية والاجتماعية». وتميزت هذه الدورة بحضور نحو 200 عارض وما يقدر بـ 250 الف زائر.

### الدورة الثالثة 2010
لقد اظهرت الدورات السابقة للمعرض إقبالا كبيرا سواء من الزوار الذين توافدوا من داخل الوطن أو خارجه، أو من من المشاركين حيث تزايد الاقبال الدولي على هذا الحدث الثقافي الذي تم تنظيمه من 19 إلى غاية 24 أكتوبر 2010. وتميزت هذه الدورة باستدعاء فرنسا كضيف شرف، كما تميزت بمشاركة نحو 20 بلدا عربيا وعالميا واستضاف المعرض 80 عارضا وحوالي 700 فرس التي تنوعت بين:
- الفرس العربي الأصيل
- الحصان البربري
- الحصان العربي البربري
- الحصان الإنجليزي الأصيل
- الحصان الإنجليزي العربي
- خيول الرياضة

كما شملت هذه الدورة اقامة بطولات عالمية في القفز على الحواجز بالإضافة لمجموعة من العروض الفنية والثقافية.

### الدورة الثانية 2009
بعد النجاح الساحق للنسخة الأولى من المعرض تم تنظيم الدورة الثانية من 23 إلى 26 أكتوبر من سنة 2009 وذلك تحت شعار “دورة ثانية لتمجيد تراث الفروسية بالمغرب”. حيث شكلت هذه النسخة مرتكز لإصلاح الاختلالات التي عرفتها النسخة الأولى والمتمثلة اساسا في توسيع فضاءات المعرض بما يتلائم مع عدد الزوار المتوافدين. وقد تميزت هذه الدورة باتباع الجمعية القائمة على إدارة هذا الحدث تقسيم التظاهرة الفنية إلى فضاءات حسب كل مجال في إطار عالم الفرس، وذلك كما يلي:
- قطب المعارض؛
- قطب الفرجات؛
- قطب التبوريدة؛
- قطب الاكتشاف؛
- قطب المحاضرات.

### الدورة الأولى من المعرض
شكلت الدورة الأولى من المعرض الدولي للفرس عنوانا لانطلاق فعاليات التعريف بالفروسية سواء على المستوى الوطني أو الدولي، حيث تم في 20 مايو/آيار 2008 تأسيس جمعية معرض الفرس، والتي تم تكليفها بمهمة انجاز الانشطة المتعلقة بقطاع تربية واستعمال الخيل وكذا مختلف الفعاليات المتعلقة باظهار تراث الفروسية المغربية على المستوى الوطني والدولي.
انطلقت فعاليات النسخة الأولى من المعرض من 22 إلى 26 أكتوبر 2008، تحت شعار «فخر وشغف» على حلبة الفروسية الاميرة لالة مليكة بمدينة الجديدة على مسافة تقدر بـ 9 هكتارات. وتميزت الدورة بمشاركة مئة عارض عن المستوى الوطني والدولي. يقدمون مجموعة من العروض الثقافية والفنية.

## الجوائز

### جائزة الملك محمد السادس لفنون الفروسية التقليدية
هي جائزة خصصها ملك المغرب محمد السادس في إطار معرض الفرس للجديدة حيث تقام مسابقات ضمن فن التبوريدة، وتقسم المنح في إطارها كما يلي:
| المركز                                              | الجائزة            |
| --------------------------------------------------- | ------------------ |
| السربة المتوجة باللقب                               | 500,000 درهم مغربي |
| السربة الثانية                                      | 300,000 درهم مغربي |
| السربة الثالثة                                      | 200,000 درهم مغربي |
| كما تنال باقي السربات، منح مالية تختلف حسب المراكز. |                    |

## وصلات خارجية
- الموقع الرسمي